# ジョン・マーシャル (ドラマー)
ジョン・マーシャル（John Marshall、1941年8月28日 - 2023年9月16日）は、イングランド出身のドラマー。主に、ジャズ・ロック・バンド「ニュークリアス」や「ソフト・マシーン」のメンバーとして活動した。

## 概要・略歴
マーシャルはミドルセックス州（現: グレーター・ロンドン）のアイズルワース出身で、さまざまなジャズやロックのバンドやミュージシャンと仕事をしてきた。その中には、J. J. ジャクソン、バーニー・ケッセル、アレクシス・コーナー、グラハム・コリアー、マイケル・ギブス、アーサー・ブラウン、キース・ティペット、センティピード、ジャック・ブルース、ジョン・マクラフリン、ディック・モリッシー、ヒュー・ホッパー、エルトン・ディーン、ジョン・サーマン、チャーリー・マリアーノ、ジョン・アバークロンビー、アリルド・アンデルセン、エバーハルト・ウェーバーのカラーズなどが含まれている。
所属グループでは、ジャズ・ロック・バンド「ニュークリアス」のメンバーとして活動。1972年から「ソフト・マシーン」に移籍し、以降同バンドの主力として長らく活躍した。
1999年から、ソフト・ウェア、ソフト・ワークス、ソフト・マシーン・レガシーといったソフト・マシーン関連のプロジェクトで、元ソフト・マシーンのミュージシャン達と共演した。晩年は、復活したソフト・マシーンのメンバーとして携わっている。
2023年9月16日に死去。82歳没。

## ディスコグラフィ

### ニュークリアス
- 『エラスティック・ロック』 - Elastic Rock (1970年)
- 『ニュークリアス2』 - We'll Talk About It Later (1970年)
- 『ソーラー・プレクサス』 - Solar Plexus (1971年) ※Ian Carr with Nucleus名義
- Live At The Theaterhaus (1985年) ※Ian Carr's Nucleus名義
- Old Heartland (1988年) ※Ian Carr ソロ名義

### ソフト・マシーン
- 『5』 - Fifth (1972年)
- 『6』 - Six (1973年)
- 『7』 - Seven (1973年)
- 『収束』 - Bundles (1975年)
- 『ソフツ』 - Softs (1976年)
- 『アライヴ・アンド・ウェル（ライヴ・イン・パリ）』 - Alive & Well: Recorded in Paris (1978年) ※1977年7月収録
- 『ランド・オブ・コケイン』 - Land of Cockayne (1981年)
- 『ソフト・ステージ』 - Soft Stage - BBC In Concert 1972 (1994年) ※1972年6月収録
- 『ブリティッシュ・ツアー‘75』 - British Tour ´75 (2005年) ※1975年10月収録
- 『流浪の世界-「収束」ライヴ 1975』 - Floating World Live (2006年) ※1975年1月収録。旧邦題『フローティング・ワールド・ライヴ』
- 『ライヴ・イン・パリ 1972』 - Live in Paris (2008年) ※1972年5月収録
- 『ジャズ・ワークショップ コンサート・イン・ハンブルグ』 - NDR Jazz Workshop Hamburg, Germany (2010年) ※1973年5月収録
- 『ライヴ・イン・スイス 1974』 - Switzerland 74 (2015年) ※1974年7月収録
- 『ヒドゥン・ディテールズ -隠された真実-』 - Hidden Details (2018年)
- 『ライヴ・アット・ザ・ベイクドポテト2019』 - Live At The Baked Potato (2020年、Tonefloat) ※2019年2月収録
- 『未知への扉』 - Other Doors (2023年)

### ソフト・マシーン・レガシー
- 『アブラカダブラ』 - Abracadabra（2003年） ※ソフト・ワークス名義
- 『ライヴ・イン・ザーンダム2005』 - Live in Zaandam（2005年）
- Live at the New Morning（2006年）
- 『ソフト・マシーン・レガシー』 - Soft Machine Legacy（2006年）
- 『スティーム』 - Steam（2007年）
- 『ライヴ・アドヴェンチャーズ 2010』 - Live Adventures（2010年）
- 『バーデン・オブ・プルーフ』 - Burden of Proof（2013年）

### エバーハルト・ウェーバーズ・カラーズ
- 『サイレント・フィート』 - Silent Feet (1977年)
- Pop Jazz International (1979年) ※ライブ・オムニバス
- 『リトル・ムーヴメンツ』 - Little Movements (1980年)

### 参加アルバム
- グラハム・コリアー: Deep Dark Blue Centre (1967年)
- マイケル・ガーリック: Jazz Praises at St Paul's (1968年)
- バーニー・ケッセル: Blue Soul (1968年)
- バーニー・ケッセル: 『スインギン・イージー』 - Swinging Easy (1968年)
- グラハム・コリアー: Down Another Road (1969年)
- ニール・アードレイ: 『ギリシャ変奏曲』 - Greek Variations (1969年)
- ジャック・ブルース: 『ソングス・フォー・ア・テイラー』 - Songs for a Tailor (1969年)
- マイケル・ギブス: 『マイケル・ギブスの壮挙』 - Michael Gibbs (1969年)
- マイク・ウェストブルック: 『マーチング・ソング Vol.1/Vol.2』 - Marching Song Vol. I & II (1969年)
- ジョージィ・フェイム: 『セブンス・サン』 - Seventh Son (1969年)
- クレイジー・ワールド・オブ・アーサー・ブラウン: 『クレイジー・ワールド・オブ・アーサー・ブラウン』 - Crazy World of Arthur Brown (1969年)
- Indo-Jazz Fusions: Etudes (1969年)
- アンドルー・ロイド・ウェバー/ティム・ライス: 『ジーザス・クライスト・スーパースター』 - Jesus Christ Superstar (1970年)
- ビル・フェイ: Bill Fay (1970年)
- マイク・ダボ: D'Abo (1970年)
- クリス・スペディング: 『無言歌』 - Songs Without Words (1970年)
- Top Topham: Ascension Heights (1970年)
- マイケル・ギブス: 『タングルウッド 63』 - Tanglewood '63 (1970年)
- ジャック・ブルース: 『ハーモニー・ロウ』 - Harmony Row (1971年)
- ジョン・サーマン: 『コンフラグレイション』 - Conflagration (1971年) ※ザ・トリオ名義
- ポール・バックマスターとキティナス・アンサンブル: 『組曲「キティナス」』 - Chitinous Ensemble (1971年)
- リンダ・ホイル: 『ピーセズ・オヴ・ミー』 - Pieces of Me (1971年)
- Spontaneous Music Orchestra: Live: Big Band/Quartet (1971年)
- マイク・ウェストブルック: 『メトロポリス』 - Metropolis (1971年)
- センティピード: 『セプトーバー・エナジー』 - Septober Energy (1971年)
- マイケル・ギブス: Just Ahead (1972年)
- アレクシス・コーナー: 『ブートレグ・ヒム!』 - Bootleg Him! (1972年)
- フォルカー・クリーゲル: Inside:The Missing Link (1972年)
- ジョン・サーマン: 『モーニング・グローリー』 - Morning Glory (1973年)
- ヒュー・ホッパー: 『1984』 - 1984 (1973年)
- ジョン・ウィリアムス: The Height Below (1973年)
- フォルカー・クリーゲル: Lift (1973年)
- Pork Pie (Van't Hof. Mariano,Catherine, Marshall): The Door is Open (1975年)
- チャーリー・マリアーノ: 『ヘレン・12・トゥリーズ』 - Helen 12 Trees (1976年)
- エルトン・ディーン & アラン・スキドモア: 『エル・スキッド』 - El Skid (1977年)
- Jasper van't Hof & George Gruntz: FairyTale (1978年)
- ギル・エヴァンス: 『ザ・ブリティッシュ・オーケストラ：ザ・コンプリート・コンサート』 - The British Orchestra (1983年)
- U. Beckerhoff, J. van't Hof, J. Marshall: Camporondo (1986年)
- U. Beckerhoff, J. Abercrombie, A. Andersen, J. Marshall: Secret Obsession (1991年)
- ジョン・サーマン: The Brass Project (1992年)
- Wolfgang Mirbach: Links (1992年)
- ジョン・サーマン: Stranger than Fiction (1993年)
- Towering Inferno: Kaddish (1993年)
- マイケル・ギブス: By The Way (1994年)
- セオ・トラヴィス: View From The Edge (1994年)
- Jandl/Glawischnig: Laut & Luise (1995年)
- グラハム・コリアー: Charles River Fragments (1995年)
- Mirbach/Links: New Reasons to Use Old Words (1995年)
- ジャック・ブルース & フレンズ: Live in Concert (1995年) ※1971年録音
- Christoph Oeding: Taking a Chance (1997年)
- Marshall Travis Wood: Bodywork (1998年)
- ヴァシリス・ツァブロプーロス: Achirana (1999年)
- Roy Powell: North by Northwest (2001年) ※1998年録音